# Deržprom
Il Deržprom (in ucraino Держпром?), o edificio dell'industria di stato, è una costruzione situata nel centro della città ucraina di Charkiv.
L'edificio, situato nella parte sudoccidentale della Piazza della Libertà, è stato il primo grattacielo sovietico ed è considerato uno dei simboli del costruttivismo.
Costruito tra il 1925 e il 1928, quando Charkiv era capitale della Repubblica Socialista Sovietica Ucraina, il progetto è degli architetti Sergej Savvič Serafimov, Samuil Mironovič Kravec e Mark Davidovič Fel'ger.
Il complesso è costituito da tre edifici ad H disposti a raggera intorno alla piazza, quello centrale è alto 6 piani affiancato da edifici più alti collegati a quello centrale con delle passerelle.. L'edificio è nella lista delle candidature al Patrimonio dell'umanità dell'UNESCO.